# Eriospermum kiboense
Eriospermum kiboense là một loài thực vật có hoa trong họ Măng tây. Loài này được K.Krause mô tả khoa học đầu tiên năm 1912.